# Casa de locuit a lui Ohanov (Grigoriopol)
Casa de locuit a lui Ohanov este o clădire amplasată pe str. Lenin, 54 în Grigoriopol, Republica Moldova. Este un monument arhitectural de importanță națională inclus în Registrul monumentelor Republicii Moldova ocrotite de stat cu nr. 467 (raionul Grigoriopol). Datează de la sf. sec. XVIII – înc. sec. XIX.